# Raymond Dart

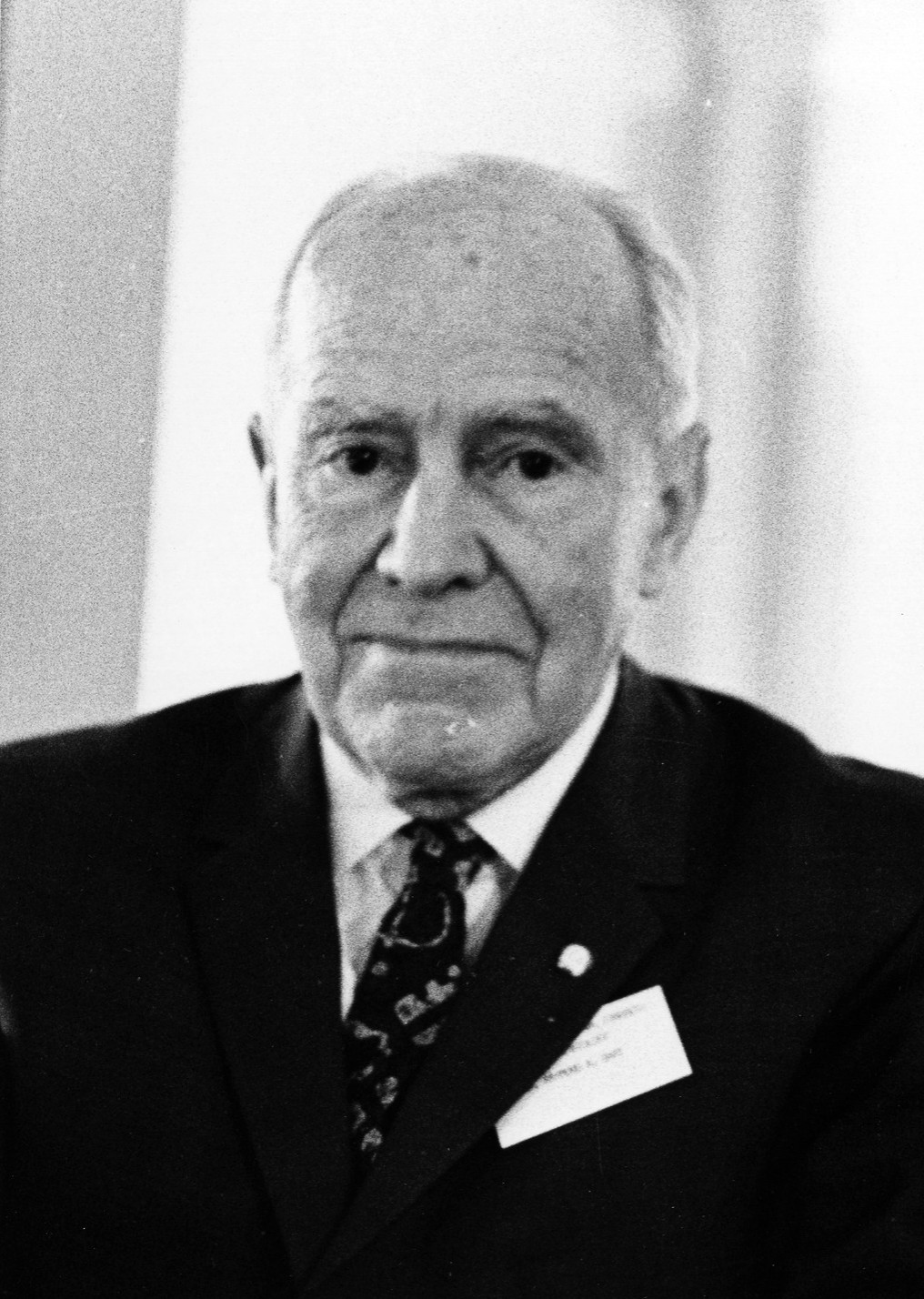
Bild från 1968 av Raymond Dart

Raymond Arthur Dart, född 4 februari 1893 i Toowong, Brisbane,  Australien, död 22 november 1988, var lärare och professor i anatomi vid Universitetet i Witwatersrand i Johannesburg, Sydafrika år 1920-1958.  

## Utbildning
- Universitetet i Queensland
- Universitetet i Sydney
- År 1920 Londons universitet, där han studerade anatomi under Grafton Elliot Smith och Arthur Keith. Under tiden öppnade sig möjlighet för en professur i anatomi vid Universitetet i Witwatersrand som Smith övertygade honom att ta. Han blev där en fysisk antropolog och paleontolog.

## Forskning
År 1924 väckte hans fynd "Barnet i Taung", Australopithecus africanus, internationell uppmärksamhet. Det tog honom 73 dagars grävande och putsande att frilägga fyndet ur sanden i grottan Makapan Cave i ett stenbrott i Taung.
Dart med sina anatomikunskaper, förstod att denna apa/förmänniska kunde gått upprätt, eftersom översta ryggkotan balanserade på ryggraden, och han trodde också att den använt de "verktyg" av ben han hittat i grottan. Men det fanns två problem som gjorde att det dröjde innan hans upptäckt accepterades. Det ena var att fossilet hittats i Afrika, och det andra var att det fortfarande hade en apstor hjärna.
Vid denna tid betraktades det som osannolikt att det mänskliga släktet skulle härstamma från Afrika, och likaså att den upprätta gången skulle ha utvecklats före hjärnan. Darts tidigare lärare Grafton Elliot Smith och Arthur Keith talade emot Darts teorier och hävdade att det måste vara en apa.  Dart blev säkerligen bitter och nedstämd över världens reaktioner. Han drog sig tillbaka bitter men gav inte upp sin åsikt, som visade sig vara riktig när fler fynd gjordes, och när Piltdownmänniskan avslöjats som förfalskning.
Men andra, som till exempel Robert Broom trodde på honom.  År 1936 fann Broom två Australopithecus, där Dart arbetat tolv år tidigare. Fyndet ledde till att andra antropologer åkte dit för att finna sanningen och år 1947,  konstaterade  anatomen Wilford Le Gros Clark att Dart haft rätt. Keith fick be om ursäkt.
Efter 23 års väntan gavs äntligen Dart äran för att ha gjort ett fynd av ett mänskligt fossil.
Framtiden får utvisa svaret på frågan om dessa apor ingår i det mänskliga utvecklingsträdet, diskussionen pågår ännu. Dart avled 95 år gammal, år 1988.